# Геринг, Эвальд
Карл Эвальд Константин Ге́ринг (нем. Karl Ewald Konstantin Hering; 5 августа 1834, Нойгерсдорф — 26 января 1918, Лейпциг) — немецкий физиолог.
Иностранный член Лондонского королевского общества (1902), иностранный член-корреспондент Петербургской академии наук (1905) по физико-математическому отделению (биологический разряд).

## Биография
Эвальд Геринг изучал медицину в Лейпцигском университете под руководством Отто Функе, в 1862 году стал приват-доцентом физиологии при местном университете, в 1865 году стал профессором медицинской физики и физиологии в медико-хирургической академии Иосифа в Вене, в 1870 году перешел в Прагу.
Работы Геринга касаются главным образом психофизики; кроме того, он исследовал пространственное чувство глаза, причем явился защитником нативистической школы в противоположность Гельмгольцу. Оспаривал психофизический закон Фехнера и установил новую теорию цветов.
Наделял саму сетчатку глаза способностью пространственного видения, по его мнению, восприятие глубины в условиях диспарантности обусловлено тем, что нейроны внутренней части сетчатки и внешней откалиброваны на восприятие разной степени глубины («Beitrage zur Physiologie», Lpz., 1861). Развивал теорию цветового зрения (1875), в которой цветоразличение объяснялось процессами диссимиляции и ассимиляции, происходящими в трех типах клеток сетчатки, ответственных за восприятие трех качеств (белое-черное, красное-зеленое, жёлтое-синие).
Он написал также «Das Gedächtniss als eine allgemeine Funktion der organisirten Materie» (Вена, 1870, 1876). 